# Отто Цукеркандль
Отто Цукеркандль (нім. Otto Zuckerkandl; 28 грудня 1861, Дьєр, Австро-Угорщина — 1 липня 1921, Відень, Австрія) — австро-угорський уролог та хірург, брат Еміля Цукеркандля.

## Біографія
Народився 1861 року в Дьєрі. 1884 року захистив докторську дисертацію у Віденському унівреситеті. 1889 року почав працювати асистентом хірурга Едуарда Алберта. Через два роки вже працював у Віденській загальній лікарні під наставництвом Леопольда Ріттер фон Діттеля. 1892 року почав читати лекції з хірургії, після чого спочатку отримав статус екстраординарного професора (1904), а потім і повного професора (1912). З 1902 року працював у Ротшильдській лікарні у Відні.
Цукеркандль спеціалізувався у лікуванні хвороб сечовипускного каналу, сечового міхура та простати. 1919 року заснував та став першим президентом Віденського урологічного товариства. Згодом було засновано «Премію Цукеркандля», яка вручається за особливі досягнення в галузі урології.
Був одружений з Амалі, яка змінила християнство на юдаїзм, для того, щоб одружитися з Отто. Після Першої світової війни подружжя розлучилося. Під час Другої світової війни вона разом з дочкою Норою були депортовані нацистами до табору Белжець, де були вбиті.

## Наукові роботи
1897 року написав «Atlas und Grundriss der chirurgischen Operationslehre» — атлас з хірургії, який став впливовою науковою роботою та був виданий багатьма видавництвами. Серед інших його важливих робіт були:
- Handbuch der Urologie, 1904-06 (з Антоном фон Фрішем) — підручник з урології.
- Die lokalen Erkrankungen der Harnblase, 1899 — хвороби сечового міхура.
- Studien zur Anatomie und Klinik der Prostatahypertrophie, 1922 (з Юліусом Тандлером) — лікування гіперплазії передміхурової залози.[6]